# Estación Recoleta
La Estación Recoleta fue una estación ferroviaria inaugurada por el Ferrocarril del Norte de Buenos Aires en 1862. Se encontraba en la vía que recorría el trayecto Retiro-Belgrano, luego extendida hasta San Fernando y Tigre.
La parada se encontraba en la zona de la actuales Avenidas Figueroa Alcorta y Pueyrredón, cercana a la Iglesia del Pilar y el Cementerio del Norte (luego conocido como Cementerio de la Recoleta). La pequeña estación fue deshabilitada en algún momento a principios del siglo XX.